# Xylocopa tambelanensis
Xylocopa tambelanensis är en biart som först beskrevs av Cockerell 1926.  Xylocopa tambelanensis ingår i släktet snickarbin, och familjen långtungebin. Inga underarter finns listade i Catalogue of Life.